# Окін (Оклахома)
Окін (англ. Okeene) — місто (англ. town) в США, в окрузі Блейн штату Оклахома. Населення — 1090 осіб (2020).

## Географія
Окін розташований за координатами 36°7′1″ пн. ш. 98°18′59″ зх. д. / 36.11694° пн. ш. 98.31639° зх. д. (36.117065, -98.316469).  За даними Бюро перепису населення США в 2010 році місто мало площу 5,96 км², уся площа — суходіл.

## Демографія
Згідно з переписом 2010 року, у місті мешкали 1204 особи в 485 домогосподарствах у складі 320 родин. Густота населення становила 202 особи/км².  Було 556 помешкань (93/км²).
Расовий склад населення:
| - 89,7 % — білих - 2,2 % — корінних американців - 0,4 % — чорних або афроамериканців - 0,3 % — азіатів - 5,2 % — осіб інших рас |

До двох чи більше рас належало 2,2 %. Частка іспаномовних становила 9,3 % від усіх жителів.
За віковим діапазоном населення розподілялося таким чином: 26,1 % — особи молодші 18 років, 55,1 % — особи у віці 18—64 років, 18,8 % — особи у віці 65 років та старші. Медіана віку мешканця становила 40,8 року. На 100 осіб жіночої статі у місті припадало 99,3 чоловіків;  на 100 жінок у віці від 18 років та старших — 95,2 чоловіків також старших 18 років.
Середній дохід на одне домашнє господарство  становив 47 206 доларів США (медіана — 39 073), а середній дохід на одну сім'ю — 55 562 долари (медіана — 44 615). За межею бідності перебувало 9,7 % осіб, у тому числі 10,3 % дітей у віці до 18 років та 5,1 % осіб у віці 65 років та старших.
Цивільне працевлаштоване населення становило 474 особи. Основні галузі зайнятості: освіта, охорона здоров'я та соціальна допомога — 27,0 %, виробництво — 14,8 %, сільське господарство, лісництво, риболовля — 10,8 %, мистецтво, розваги та відпочинок — 7,8 %.